# Dirphya similis
Dirphya similis là một loài bọ cánh cứng trong họ Cerambycidae.